# Канюла
Канюлата (на латински: cannula – букв. малка тръстика) е вид куха тръбичка (игла), направена от пластмаса или метал, използвана в медицината. Канюлата се вкарва в телесна кухина или вена чрез т.нар. троакар (водач). Поставянето на канюла се нарича канюлиране.

## Венозна канюла (абокат)
Венозната канюла се вкарва във вена предимно за прилагане на интравенозни течности, вземане на кръвни проби и прилагане на лекарства. Поставя се заедно с метална игла, която се изважда, а канюлата остава във вената, осигурявайки път за вливане на разтвори и медикаменти чрез инфузионна система. Съществуват и артериални канюли, които се вкарват в артерия, обикновено радиалната артерия, и се използва по време на големи операции и в интензивни отделения за измерване на кръвното налягане от удар до удар и за вземане на многократни кръвни проби. В резултат на канюлирането могат да възникнат четири основни групи усложнения – хематоми, инфилтрация, емболия или флебит.
Венозната канюла (периференият венозен катетър) е прието в България да се нарича абокат (Abbocath, от името на компанията Abbott Laboratories). Абокатите са с различни размери, като всеки размер е означен с цвят и условен номер (калибър).
| Калибър | Диаметър (mm) | Максимален поток (ml/min) | Цвят    |
| ------- | ------------- | ------------------------- | ------- |
| 26      | 0,46          | 13 – 15                   | Черен   |
| 24      | 0,60          | 36                        | Жълт    |
| 22      | 0,90          | 56                        | Син     |
| 20      | 1,10          | 40 – 80                   | Розов   |
| 18      | 1,30          | 75 – 120                  | Зелен   |
| 17      | 1,50          | 128 – 133                 | Бял     |
| 16      | 1,80          | 236                       | Сив     |
| 14      | 2,00          | 270                       | Оранжев |

Поставянето на пластмасова канюла и изваждането на иглата е въведено като техника през 1945 г. в клиниката Мейо. Първата версия за еднократна употреба, пусната на пазара, е Angiocath, продаден за първи път през 1964 г. През 1970-те и 1980-те години употребата на пластмасови канюли става рутинна и тяхното поставяне е делегирано на медицинския персонал.
По-новите катетри са оборудвани с допълнителни функции за безопасност, за да се избегнат наранявания от иглата. Съвременните катетри се състоят от синтетични полимери като тефлон. През 1950 г. те се състоят от поливинилхлорид. През 1983 г. е представена първата полиуретанова версия.

## Бътерфлай
Бътерфлай е венозна канюла само от игличка без водач, използвана при деца и бебета.

## Венокат
Венокатът е апирогенен, рентгеноконтрастен полиетиленов катетър, с който може да се канюлира и периферна, и централна вена за срок от 72 часа.

## Трахеостомна канюла
Трахеостомната канюла се използва главно при пациенти, които се нуждаят от анестезия, изкуствена вентилация или друго спомагателно дишане. Има различни размери на отвора – от 6 до 10 mm. Поставя се временно или оперативно (когато е перманентно при т.нар. трахеостомия).

## Назална канюла
Назалната канюла представлява мека тръбичка с два къси отворени края за вкарване в ноздрите (назално-оралната има край и за устата). Обикновено се закача за ушите и се ползва за доставяне в белите дробове на кислород или някаква газова смес, както и за следене на вдишваните и издишвани газове.